# Marc Fontan
Marc Fontan   (Canet de Rosselló, 20 d'octubre de 1956) és un expilot de motociclisme de velocitat català que competí internacionalment a començaments de la dècada de 1980. El seu millor resultat al Campionat del Món de velocitat fou el sisè lloc final a la categoria de 500cc, aconseguit la temporada de 1983.
Especialista en curses de Resistència, el 1980 en guanyà el primer Campionat del Món disputat, formant parella amb Hervé Moineau dins l'equip oficial d'Honda. Aquell mateix any, tots dos havien guanyat les 24 Hores de Le Mans.

## Resultats al Mundial de motociclisme
Barem de puntuació de 1969 a 1987:
| Posició | 1  | 2  | 3  | 4 | 5 | 6 | 7 | 8 | 9 | 10 |
| Punts   | 15 | 12 | 10 | 8 | 6 | 5 | 4 | 3 | 2 | 1  |

(Ids. Grans Premis | Llegenda) (Curses en negreta indiquen pole; curses en  itàlica indiquen volta ràpida)
| Any  | Categoria | Equip          | 1      | 2     | 3      | 4      | 5      | 6      | 7      | 8     | 9      | 10    | 11    | 12    | Punts | Posició | Victòries |
| ---- | --------- | -------------- | ------ | ----- | ------ | ------ | ------ | ------ | ------ | ----- | ------ | ----- | ----- | ----- | ----- | ------- | --------- |
| 1978 | 250cc     | Yamaha         | VEN -  | ESP - | FRA -  | NAT -  | DTT -  | BEL -  | SWE -  | FIN - | GBR 10 | GER - | CZE - | YUG - | 1     | 28è     | 0         |
| 1981 | 500cc     | Sonauto-Yamaha | AUT 12 | GER 9 | NAT NC | FRA 10 | YUG NC | DTT 13 | BEL 8  | SM 8  | GBR 5  | FIN 6 | SWE 6 |       | 25    | 9è      | 0         |
| 1982 | 500cc     | Sonauto-Yamaha | ARG 7  | AUT - | FRA -  | ESP 7  | NAT 9  | DTT 9  | BEL 10 | YUG - | GBR 8  | SWE 4 | SM -  | GER 6 | 29    | 10è     | 0         |
| 1983 | 500cc     | Sonauto-Yamaha | RSA 4  | FRA 6 | NAT 7  | GER 6  | ESP 7  | AUT 6  | YUG 6  | DTT 7 | BEL 6  | GBR 5 | SWE 4 | SM 6  | 64    | 6è      | 0         |